# 小野寺昭憲
小野寺 昭憲（おのでら あきのり、1980年12月18日 - ）は日本の映画監督、映像作家、俳優。

## 来歴
福井県福井市生まれ。高校在学中16歳の頃より映像制作を始め、大阪芸術大学芸術学部映像学科を経て映画制作プロダクションであるKENFIL ARTS PRODUCTIONを創設。
氏名の日本語読みは“おのでら あきのり”であるが、英語表記は“Kenshow Onodera”と異なっている。これは外国人にも発音しやすいように名前の読みを音読みにし、更に昭憲皇太后への畏敬の念から同音を避け、逆転したものであると本人は語っている。
2004年の短編映画『the rootless wanderer』がゆうばり国際ファンタスティック映画祭にて上映されたのを皮切りに、以降コンスタントに作品を発表。翌2005年に監督・脚本・撮影・編集・製作・主演の1人6役を務めた『白鳥の湖／SWAN LAKE』は、米国アカデミー賞公認短編映画祭ショートショートフィルムフェスティバルを始め国内外で上映された。翌2007年に同作は小田原映画祭にて審査員特別賞を受賞。また同映画祭では同じく2005年に制作した短編『日本の夏』が携帯ムービー部門の最高賞金賞を受賞した。更に『日本の夏』は東京国際シネシティフェスティバルでも上映され、ユーリードの主催する第7回ショートムービーパークではドラマ／シネマ部門賞を受賞、淡路島映画祭では短編部門の最高賞を受賞するなど受賞を重ね、NHKのデジタル・スタジアムではオーディエンスセレクションにて第1位を獲得した。
2008年、ユニット監督と撮影を務めた2008年のドキュメンタリー映画『東京ソーダ水』（エグゼクティブプロデューサー：奥山和由）が劇場公開される。同年10月31日、テレビ朝日グループのブロスタTVにより第3回Yahoo! JAPAN文学賞受賞作『雪の花』の映像化決定が発表され、翌月、同文学賞のサイトにて小野寺が同作の監督を務めることが発表された。ちなみに同作の主演を務めたのは、夫婦役では夫婦初共演となる渡辺裕之、原日出子夫妻である。同作は第68回カンヌ国際映画祭に出品された。
2012年、プロレスラー・藤波辰爾のデビュー40周年記念オフィシャルドキュメンタリー「最後の飛龍 藤波辰爾」の監督・脚本・撮影・編集を務めた。ちなみに同作は藤波自身が総監修を務め、40周年を祝してアントニオ猪木、北沢幹之、長州力、初代タイガーマスク、木村健悟、藤原喜明、前田日明、ヒロ斉藤、藤波伽織、藤波怜於南、田中ケロらが出演した。
2013年、監督・脚本・編集を務めた映画「特攻志願」（出演：虎牙光揮、竹島由夏）が、第38回モントリオール世界映画祭にて正式上映された。

## 主な監督作品

### 映画
- 特攻志願（2013年） - 監督・脚本・編集
- 雪の花（2009年） - 監督・編集
- BAY SIDE ASSASSIN（2008年） - 監督・脚色・撮影・編集・製作
- room （2008年） - 監督・撮影・編集・製作
- 東京ソーダ水 （2008年） - ユニット監督・撮影
- 白鳥の湖／SWAN LAKE （2005年） - 監督・脚本・撮影・編集・製作
- 福井青春革命 （2005年） - 監督・編集・製作総指揮
- the rootless wanderer （2004年） - 監督・撮影・編集・製作

### テレビ
- ラスト・アルチザン （2010年、NHK） - 監督
- 知覧巡礼記 （2010年、BSフジ） - 監督・編集
- 日本いにしえの旅 〜杜の都、仙台〜 （2010年、BSフジ） - 監督・編集
- 日本いにしえの旅 〜もののふの都、鎌倉〜 （2008年、BSフジ） - 監督・編集
- 日本いにしえの旅 〜水清き、カムロの里〜 （2008年、BSフジ） - 監督・編集
- 日本いにしえの旅 〜谷深き、木曽の路〜 （2008年、BSフジ） - 監督・編集
- 日本いにしえの旅 〜晩秋 京の都〜 （2007年、BSフジ） - 監督・編集
- パセリ （2007年、UHF） - メイキング監督・撮影・編集

### DVD
プロレスラー・藤波辰爾デビュー40周年記念オフィシャルドキュメンタリー「最後の飛龍 藤波辰爾」（2012年） - 監督・脚本・撮影・編集

## 主な出演作品

### 映画
- 白鳥の湖／SWAN LAKE （2005年） - 主演
- 福井青春物語 （2005年） - 出演
- 福井青春革命 （2005年） - ナレーション